# 화레즘

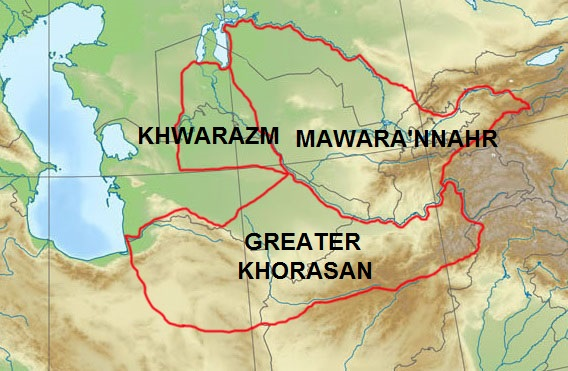
화레즘의 위치

화레즘 또는 호라즘(Khwarazm 또는 Chorasmia)은 중앙아시아 서부에 위치한 역사적 지역이다. 화레즘의 동남부에 존재하던 페르시아에서는 유목민들이 살던 중앙아시아 서부를 화레즘이라고 부른 것으로부터 생겨난 명칭이다. 아무다리야강 하류 유역의 유목민들의 오아시스 도시로 번창하였다.
동쪽으로는 키질쿰 사막, 서쪽으로는 우스튜르트고원, 남쪽으로는 카라쿰 사막, 북쪽으로는 아랄해가 있다. 현재는 우즈베키스탄과 투르크메니스탄으로 분할되어 있다.

## 고대
화레즘 지역에 해당하는 아무다리야강 하류는 이전부터 아무다리야강이 아랄해로 흐르는 일대에 나타난 지역에서 예부터 안드로노보 문화권 유라시아 유목민들에 의해 유목과 관개 농업이 행해지던 지역이었다. 관개농업은 오아시스 도시를 발전시켰고, 오아시스 도시에서 정착하다 유목을 하는 문화는 무역에 적합한 문화였고 트란스옥시아나에서 남쪽의 호라산 등의 지역과 아랄해를 넘어 볼가강 유역 방면을 잇는 원격지 교역의 중계지로 번창하게 된다. 이 시대의 화레즘 지역은 스키타이계와 튀르크인들이 활동하던 지역이였고 마구 등의 유물이 발굴된다. 화레즘 지역은 8세기 경 이슬람 왕조에서 이슬람 종교가 전파되었고, 9세기 무렵에는 이슬람교를 수용하게 된다. 무슬림들이 남긴 기록에서 이러한 역사가 나타난다.

## 같이 보기
- 카라칼파크스탄
- 조로아스터교
- 화레즘어